# Tinodes bruttius
Tinodes bruttius är en nattsländeart som beskrevs av Moretti 1981. Tinodes bruttius ingår i släktet Tinodes och familjen tunnelnattsländor. Inga underarter finns listade i Catalogue of Life.